# Dicranomyia dorrigensis
Dicranomyia dorrigensis är en tvåvingeart som först beskrevs av Alexander 1930.  Dicranomyia dorrigensis ingår i släktet Dicranomyia och familjen småharkrankar. Inga underarter finns listade i Catalogue of Life.